# فابین باریلون
فابین باریلون (انگلیسی: Fabien Barrillon؛ زادهٔ ۹ آوریل ۱۹۸۸) بازیکن فوتبال اهل فرانسه است.
از باشگاه‌هایی که در آن بازی کرده‌است می‌توان به باشگاه فوتبال نیم المپیک اشاره کرد.